# Eudaldo Mirapeix
Eudaldo Mirapeix y Martínez (Barcelona, 22 de septiembre de 1943), vii barón de Abella, es un diplomático español.

## Carrera diplomática
Licenciado en Derecho, ingresó en 1971 en la carrera diplomática. Ha estado destinado en las representaciones diplomáticas en Portugal y Estados Unidos. Ha sido subdirector general de América del Norte y director general de Política Exterior para América del Norte y Asia. Ha sido embajador de España en Egipto (1990-1995), Cuba (1995-1996), Jordania (1997-2001), en misión especial para Asuntos del Mediterráneo, Israel (2003-2008), y Canadá (2009-2012).
El 28 de febrero de 2001, sucedió en el título nobiliario de barón de Abella.

## Enlaces externos

Escudo del barón de Abella.